# Richard Krajicek
Richard Krajicek (* 6. Dezember 1971 in Rotterdam) ist ein ehemaliger niederländischer Tennisspieler tschechischer Herkunft. 1996 gewann er das Herreneinzel in Wimbledon und blieb bis heute der einzige niederländische Grand-Slam-Sieger. Er ist der ältere Halbbruder der Tennisspielerin Michaëlla Krajicek sowie Autor mehrerer Sportbücher.

## Erfolge
Krajiceks größter Erfolg war der Triumph 1996 im Herreneinzel von Wimbledon, wo er als ungesetzter Spieler das Finale gegen MaliVai Washington gewinnen konnte. Im Verlauf des Turniers schaltete er sowohl den Wimbledonsieger von 1991 Michael Stich, als auch den Titelverteidiger und späteren siebenfachen Wimbledonsieger Pete Sampras jeweils in drei Sätzen aus. Krajicek war somit der einzige Spieler, der Sampras während seiner Regentschaft in Wimbledon zwischen 1993 und 2000 schlagen konnte. Anderen Wimbledonsiegern wie Boris Becker, Andre Agassi und Goran Ivanisevic gelang dies trotz mehreren Versuchen nicht.
Durch seine Körpergröße von 1,96 Metern und seinen starken Aufschlag fühlte sich der Serve- und Volleyspieler Krajicek vor allem auf schnellen Belägen wohl. In seiner Karriere konnte er insgesamt 17 ATP-Turniere, darunter auch die Masters-Turniere von Stuttgart und Miami, gewinnen. Seine höchste Weltranglistenposition erreichte er im Frühjahr 1999 mit Platz 4. Er zählt zu den wenigen Spielern, die sowohl auf Sand als auch auf Rasen, Hartplatz und in der Halle jeweils mindestens ein Turnier gewinnen konnten. Aufgrund von Ellenbogen- und Knieproblemen war er immer wieder zu Verletzungspausen gezwungen. Im Juni 2003, nach einer Niederlage gegen Olivier Mutis in ’s-Hertogenbosch, beendete er seine Karriere schließlich wegen andauernder Ellenbogenbeschwerden, nachdem er bereits von Oktober 2000 bis Juni 2002 hatte verletzt pausieren müssen.
1993 gründete er die Richard Krajicek Foundation, eine Stiftung, die unterprivilegierten Kindern bessere Zugangsmöglichkeiten zum Sport bieten will. Bis heute ist er dort engagiert. 2004 wurde Krajicek der Turnierdirektor der ABN AMRO World Tennis Tournament in Rotterdam.

## Kontroversen
Krajicek zog sich 1992 im Vorfeld des Grand-Slam-Turniers in Wimbledon den Unmut vieler Tennisfans zu. Er hatte gegenüber der internationalen Presse geäußert, 80 % der auf der WTA-Tour spielenden Damen wären „faule, fette Schweine“. Als die neunmalige Wimbledon-Siegerin Martina Navrátilová ihn daraufhin zur Rede stellte, korrigierte er die Zahl auf 75 %. Dieser Vorfall blieb nicht ohne Folgen: Richard Krajicek wurde von mehreren Tageszeitungen mit Schweinenase und Schweineohren karikiert, während des Turniers in Wimbledon wurde er bis zu seinem Ausscheiden in der dritten Runde vom englischen Publikum mehrmals ausgepfiffen. Später hat sich Krajicek für die Äußerung offiziell entschuldigt.

## Privatleben
Er ist ein Sohn tschechischer Immigranten. Im Jahre 1999 heiratete Krajicek Daphne Deckers, ein Modell und Autorin. Seine Halbschwester Michaëlla Krajicek ist ebenfalls Tennisspielerin von Beruf. Im Jahre 2005 gab er ein Buch namens Fast Balls aus.
Er leitet die Richard-Krajicek-Stiftung (Richard Krajicek Foundation), die Sporteinrichtungen für Kinder in Innenstädten der Niederlande baut.

### Bücher
- Een half jaar netpost (2003) mit Tino Bakker[3]
- Naar de top (2005) mit Anja de Crom
- Harde ballen (2005)
- Honger naar de bal (2006)
- Alle ballen verzamelen (2007)

## Sportliche Erfolge
| Legende                                                   |
| Grand Slam (1)                                            |
| Tennis Masters Cup                                        |
| ATP Masters Series (3)                                    |
| ATP Championship Series ATP International Series Gold (5) |
| ATP World Tour ATP International Series (11)              |

| Titel nach Belag |
| Hartplatz (8)    |
| Sand (2)         |
| Rasen (4)        |
| Teppich (6)      |

### Einzel

#### Turniersiege
| Nr. | Datum             | Turnier              | Belag         | Finalgegner        | Ergebnis                  |
| --- | ----------------- | -------------------- | ------------- | ------------------ | ------------------------- |
| 1.  | 8. April 1991     | Hongkong             | Hartplatz     | Wally Masur        | 6:2, 3:6, 6:3             |
| 2.  | 10. August 1992   | Los Angeles (1)      | Hartplatz     | Mark Woodforde     | 6:4, 2:6, 6:4             |
| 3.  | 16. November 1992 | Antwerpen            | Teppich (i)   | Mark Woodforde     | 6:2, 6:2                  |
| 4.  | 9. August 1993    | Los Angeles (2)      | Hartplatz     | Michael Chang      | 0:6, 7:63, 7:65           |
| 5.  | 11. April 1994    | Barcelona            | Sand          | Carlos Costa       | 6:4, 7:66, 6:2            |
| 6.  | 13. Juni 1994     | ’s-Hertogenbosch (1) | Rasen         | Karsten Braasch    | 6:3, 6:4                  |
| 7.  | 10. Oktober 1994  | Sydney               | Hartplatz (i) | Boris Becker       | 7:65, 7:67, 2:6, 6:3      |
| 8.  | 27. Februar 1995  | Stuttgart (1)        | Teppich (i)   | Michael Stich      | 7:64, 6:3, 6:76, 1:6, 6:3 |
| 9.  | 6. März 1995      | Rotterdam (1)        | Teppich (i)   | Paul Haarhuis      | 7:65, 6:4                 |
| 10. | 8. Juli 1996      | Wimbledon            | Rasen         | MaliVai Washington | 6:3, 6:4, 6:3             |
| 11. | 10. März 1997     | Rotterdam (2)        | Teppich (i)   | Daniel Vacek       | 7:64, 7:65                |
| 12. | 21. April 1997    | Tokio                | Hartplatz     | Lionel Roux        | 6:2, 3:6, 6:1             |
| 13. | 23. Juni 1997     | ’s-Hertogenbosch (2) | Rasen         | Guillaume Raoux    | 6:4, 7:67                 |
| 14. | 16. Februar 1998  | St. Petersburg       | Teppich (i)   | Marc Rosset        | 6:4, 7:65                 |
| 15. | 2. November 1998  | Stuttgart (2)        | Hartplatz (i) | Jewgeni Kafelnikow | 6:4, 6:3, 6:3             |
| 16. | 1. März 1999      | London               | Teppich (i)   | Greg Rusedski      | 7:66, 6:75, 7:5           |
| 17. | 29. März 1999     | Miami                | Hartplatz     | Sébastien Grosjean | 4:6, 6:1, 6:2, 7:5        |

#### Finalteilnahmen
| Nr. | Datum            | Turnier     | Belag         | Finalgegner    | Ergebnis                 |
| --- | ---------------- | ----------- | ------------- | -------------- | ------------------------ |
| 1.  | 13. April 1992   | Tokio       | Hartplatz     | Jim Courier    | 4:6, 4:6, 6:73           |
| 2.  | 22. Februar 1993 | Stuttgart   | Teppich (i)   | Michael Stich  | 6:4, 5:7, 6:74, 6:3, 5:7 |
| 3.  | 21. August 1995  | New Haven   | Hartplatz     | Andre Agassi   | 6:3, 6:72, 3:6           |
| 4.  | 20. Mai 1996     | Rom         | Sand          | Thomas Muster  | 2:6, 4:6, 6:3, 3:6       |
| 5.  | 5. August 1996   | Los Angeles | Hartplatz     | Michael Chang  | 4:6, 3:6                 |
| 6.  | 27. Oktober 1997 | Stuttgart   | Teppich (i)   | Petr Korda     | 6:76, 2:6, 4:6           |
| 7.  | 10. August 1998  | Toronto     | Hartplatz     | Patrick Rafter | 6:73, 4:6                |
| 8.  | 1. November 1999 | Stuttgart   | Hartplatz (i) | Thomas Enqvist | 1:6, 4:6, 7:5, 5:7       |
| 9.  | 19. Juni 2000    | Halle       | Rasen         | David Prinosil | 3:6, 2:6                 |

### Doppel

#### Turniersiege
| Nr. | Datum         | Turnier          | Belag     | Partner       | Finalgegner                         | Ergebnis      |
| --- | ------------- | ---------------- | --------- | ------------- | ----------------------------------- | ------------- |
| 1.  | 28. Juli 1991 | Amersfoort       | Sand      | Jan Siemerink | Francisco Clavet Magnus Gustafsson  | 7:5, 6:4      |
| 2.  | 18. März 1993 | Miami            | Hartplatz | Jan Siemerink | Patrick McEnroe Jonathan Stark      | 6:7, 6:4, 7:6 |
| 3.  | 18. Juni 1995 | ’s-Hertogenbosch | Rasen     | Jan Siemerink | Hendrik Jan Davids Andrei Olchowski | 7:5, 6:3      |

#### Finalteilnahmen
| Nr. | Datum           | Turnier          | Belag | Partner       | Finalgegner                       | Ergebnis |
| --- | --------------- | ---------------- | ----- | ------------- | --------------------------------- | -------- |
| 1.  | 7. Oktober 1990 | Athen            | Sand  | Tom Kempers   | Sergio Casal Javier Sánchez       | 4:6, 3:6 |
| 2.  | 16. Juni 1991   | ’s-Hertogenbosch | Rasen | Jan Siemerink | Hendrik Jan Davids Paul Haarhuis  | 3:6, 6:7 |
| 3.  | 3. April 1994   | Estoril          | Sand  | Menno Oosting | Cristian Brandi Federico Mordegan | walkover |

## Grand-Slam-Bilanz
| Turnier         | 2003 | 2002 | 2001 | 2000 | 1999 | 1998 | 1997 | 1996 | 1995 | 1994 | 1993 | 1992 | 1991 |
| --------------- | ---- | ---- | ---- | ---- | ---- | ---- | ---- | ---- | ---- | ---- | ---- | ---- | ---- |
| Australian Open | 2R   | -    | -    | 2R   | 3R   | -    | -    | 3R   | 2R   | -    | 2R   | HF   | 4R   |
| Roland Garros   | -    | -    | -    | 3R   | 2R   | 3R   | 3R   | VF   | 2e   | 3e   | HF   | R3   | R3   |
| Wimbledon       | -    | VF   | -    | R2   | R3   | HF   | AF   | S    | R1   | R1   | AF   | R3   | R3   |
| US Open         | -    | R1   | -    | VF   | VF   | R3   | VF   | R1   | R3   | R2   | AF   | AF   | R1   |